# Reposaari (ö i Norra Karelen, Joensuu, lat 62,58, long 30,39)
Reposaari är en ö i Finland. Den ligger i sjön Kuusjärvi och i kommunen Joensuu i den ekonomiska regionen  Joensuu ekonomiska region  och landskapet Norra Karelen, i den sydöstra delen av landet, 400 km nordost om huvudstaden Helsingfors. Öns area är 0,5 hektar och dess största längd är 140 meter i nord-sydlig riktning.